# Macquartia arripes
Macquartia arripes là một loài ruồi trong họ Tachinidae.